# Steinborn
Steinborn in der Eifel ist eine Ortsgemeinde im Eifelkreis Bitburg-Prüm in Rheinland-Pfalz. Sie gehört der Verbandsgemeinde Bitburger Land an.

## Geographie

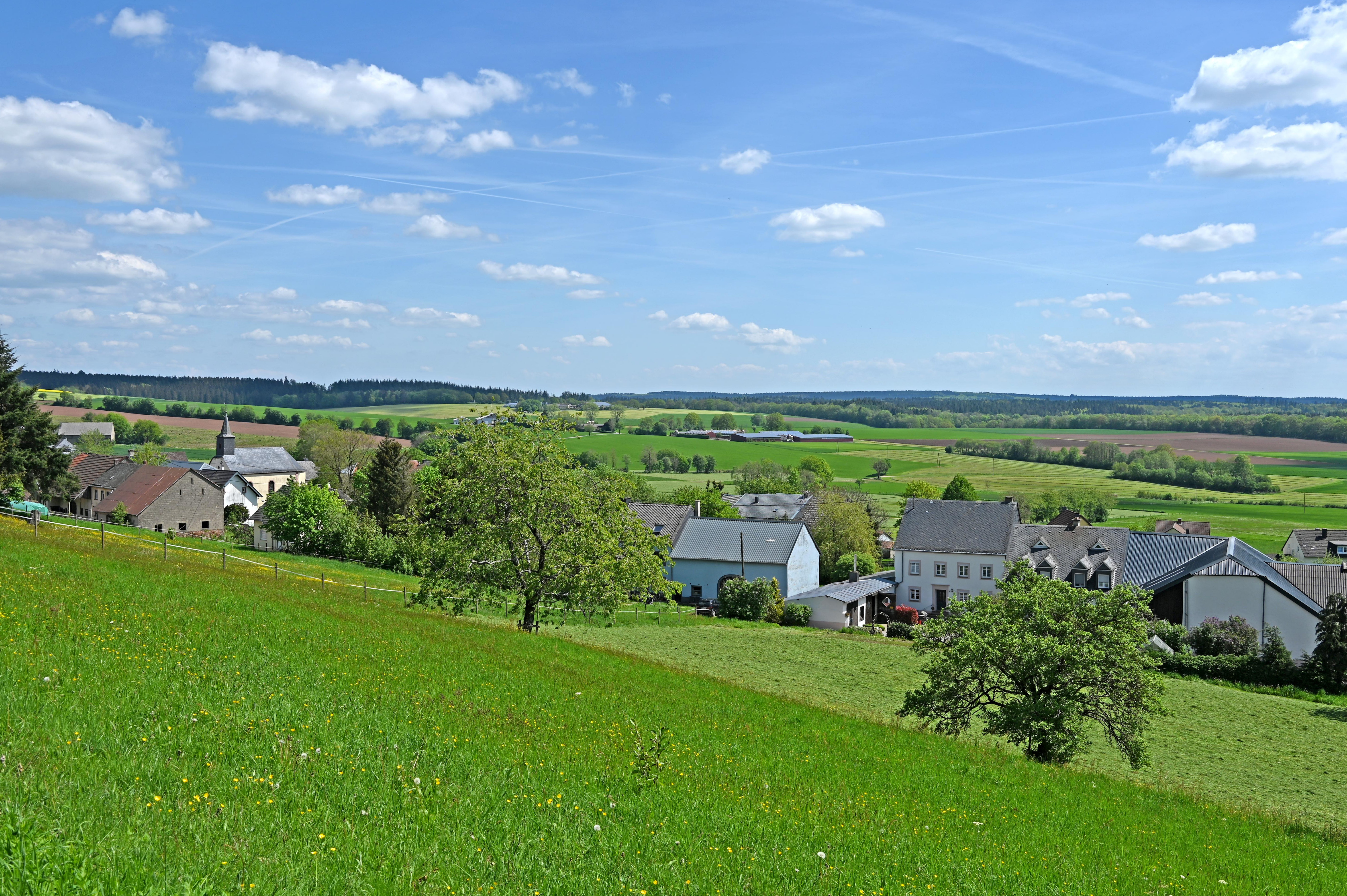
Steinborn von Südwesten

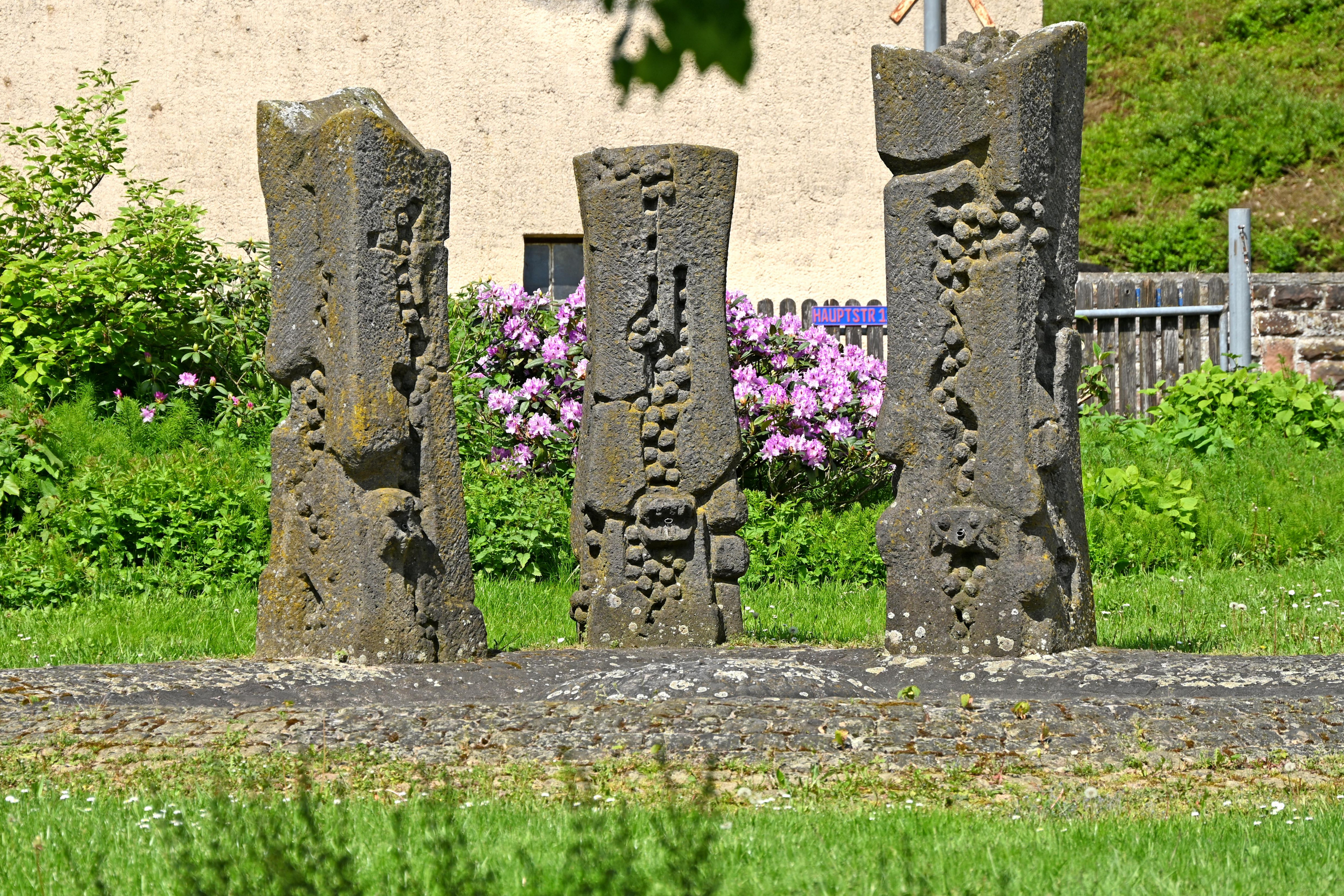
Dorfbrunnen

Der Ort liegt auf der östlichen Hochterrasse der Kyll in der Kyllburger Waldeifel. Die westlich des Ortes gelegene Kuppe Auf der Held erreicht fast 530 m ü. NHN und bietet eine weiten Rundumblick.
Zu Steinborn gehören auch die Wohnplätze Berghof, Brunnenhof, Johanneshof, Lindenhof, Michelshof, Schnepperhof, Scholzenhof, Stockemerhof und Wiesenhof.
Nachbarorte sind die Ortsgemeinden Meisburg im Nordosten, Seinsfeld im Südosten, Kyllburgweiler im Südwesten, Sankt Thomas im Westen und Zendscheid im Nordwesten.

## Geschichte
Das Gebiet um Steinborn war schon in der Frühzeit besiedelt, was durch den Fund mehrerer römischer Bestattungsplätze nachgewiesen werden konnte. Zudem entdeckte man westlich des Ortes eine eisenzeitliche Siedlung.
Die ersten Aufzeichnungen, in denen der Ort Steinborn namentlich erwähnt wurde, stammen aus dem 13. Jahrhundert. Johann von Böhmen übertrug Arnold von Blankenheim ein Lehen, zu dem auch Steinborn gehörte. Der Ort war zwischen den Herrschaften Seinsfeld und Densborn geteilt. Die Inbesitznahme des Linken Rheinufers durch französische Revolutionstruppen beendete die alte Ordnung. Der Ort wurde von 1798 bis 1814 Teil der Französischen Republik (bis 1804) und anschließend des Französischen Kaiserreichs, zugeordnet der Mairie Seinsfeld. Nach der Niederlage Napoleons kam Steinborn aufgrund der 1815 auf dem Wiener Kongress getroffenen Vereinbarungen zum Königreich Preußen und gehörte nun zum Kreis Wittlich des Regierungsbezirks Trier, der 1822 Teil der neu gebildeten preußischen Rheinprovinz wurde.
Als Folge des Ersten Weltkriegs war die gesamte Region dem französischen Abschnitt der Alliierten Rheinlandbesetzung zugeordnet. Nach dem Zweiten Weltkrieg wurde Steinborn innerhalb der französischen Besatzungszone Teil des damals neu gebildeten Landes Rheinland-Pfalz.
Im Zuge der rheinland-pfälzischen Kommunalreform wurde der Landkreis Wittlich am 7. Juni 1969 aufgelöst und mit dem größten Teil des ebenfalls aufgelösten Landkreises Bernkastel zum neuen Landkreis Bernkastel-Wittlich zusammengeschlossen. Am 7. November 1970 wechselten fünf aus dem Altkreis Wittlich stammende Gemeinden, darunter auch Steinborn, in den Landkreis Bitburg-Prüm, wo sie zunächst der Verbandsgemeinde Kyllburg angehörten, die am 1. Juli 2014 in die Verbandsgemeinde Bitburger Land aufging.
Bevölkerungsentwicklung
Die Entwicklung der Einwohnerzahl von Steinborn, die Werte von 1871 bis 1987 beruhen auf Volkszählungen:
| Jahr | Einwohner |
| ---- | --------- |
| 1815 | 127       |
| 1835 | 169       |
| 1871 | 213       |
| 1905 | 239       |
| 1939 | 290       |
| 1950 | 307       |
| 1961 | 283       |

| Jahr | Einwohner |
| ---- | --------- |
| 1970 | 275       |
| 1987 | 248       |
| 1997 | 262       |
| 2005 | 234       |
| 2011 | 204       |
| 2017 | 198       |
| 2024 | 175       |

## Politik

### Gemeinderat
Der Gemeinderat in Steinborn besteht aus sechs Ratsmitgliedern, die bei der Kommunalwahl am 9. Juni 2024 in einer Mehrheitswahl gewählt wurden, und dem ehrenamtlichen Ortsbürgermeister als Vorsitzendem.

### Bürgermeister
Manfred Jegen wurde am 24. Juni 2019 Ortsbürgermeister von Steinborn, nachdem er bereits zuvor als Erster Beigeordneter die Amtsgeschäfte geführt hatte. Da bei der Direktwahl am 26. Mai 2019 kein gültiger Wahlvorschlag eingereicht wurde, oblag die Neuwahl des Bürgermeisters gemäß rheinland-pfälzischer Gemeindeordnung dem Rat, der sich für Jegen entschied. Auch bei der Direktwahl am 9. Juni 2024 wurde kein Wahlvorschlag eingereicht und die Wahl erfolgte nachfolgend durch den neuen Gemeinderat. Am 3. Dezember 2024 bestätigte der Rat den bisherigen Ortsbürgermeister Manfred Jegen für weitere fünf Jahre in seinem Amt.
Jegens Vorgänger Stefan Bartzen hatte 2017 sein Amt niedergelegt.

### Wappen
| Wappen von Steinborn | Blasonierung: „Über blauem Wellenschnitt-Schildfuß schräglinks von Grün über Silber geteilt, vorn ein goldenes Jagdhorn, hinten ein roter Steinbrunnen mit Wasserauslauf rechts.“ |
| Wappen von Steinborn | Wappenbegründung: Der Ortsname Steinborn geht mit dem Wortstamm "brunn", "bronn" zurück auf das althochdeutsche "brunna" und das mittelhochdeutsche "brunne". "Born" gehört vorwiegend dem fränkisch-hessischen Sprachgebiet an. Es bedeutet Brunnen, Quelle. So ist das Wappen von Steinborn ein sogenanntes "redendes Wappen". Das Jagdhorn im oberen Schildteil weist hin auf den Kirchen- und Ortspatron St. Hubertus, der bereits im Jahre 1570 im Visitationsprotokoll von Seinsfeld als Patron von Steinborn angegeben ist. Die Verleihung des Wappens durch die Regierung erfolgte im Jahr 1977. |

## Kultur und Sehenswürdigkeiten

### Bauwerke

St. Hubertus (Steinborn)
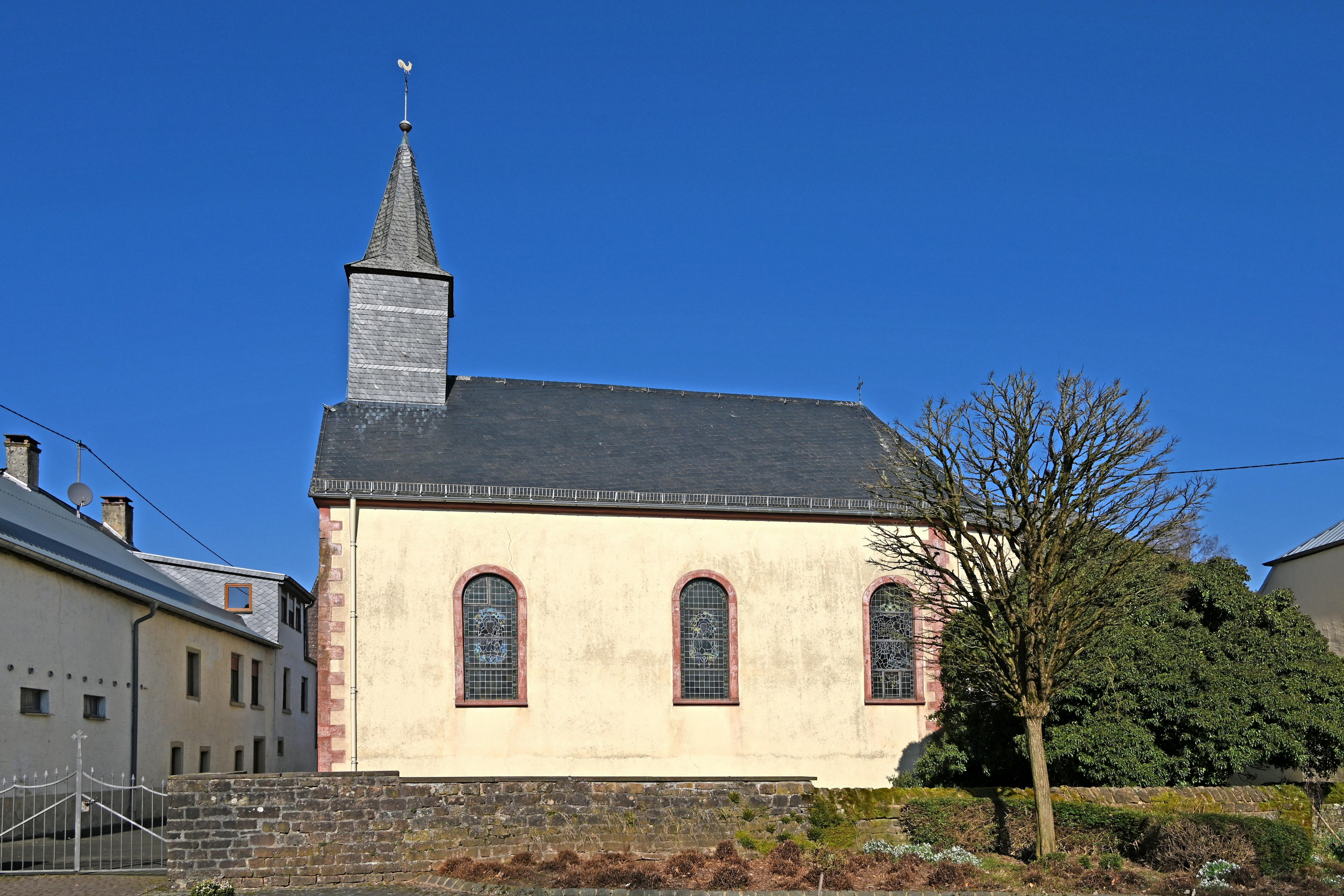
Südseite
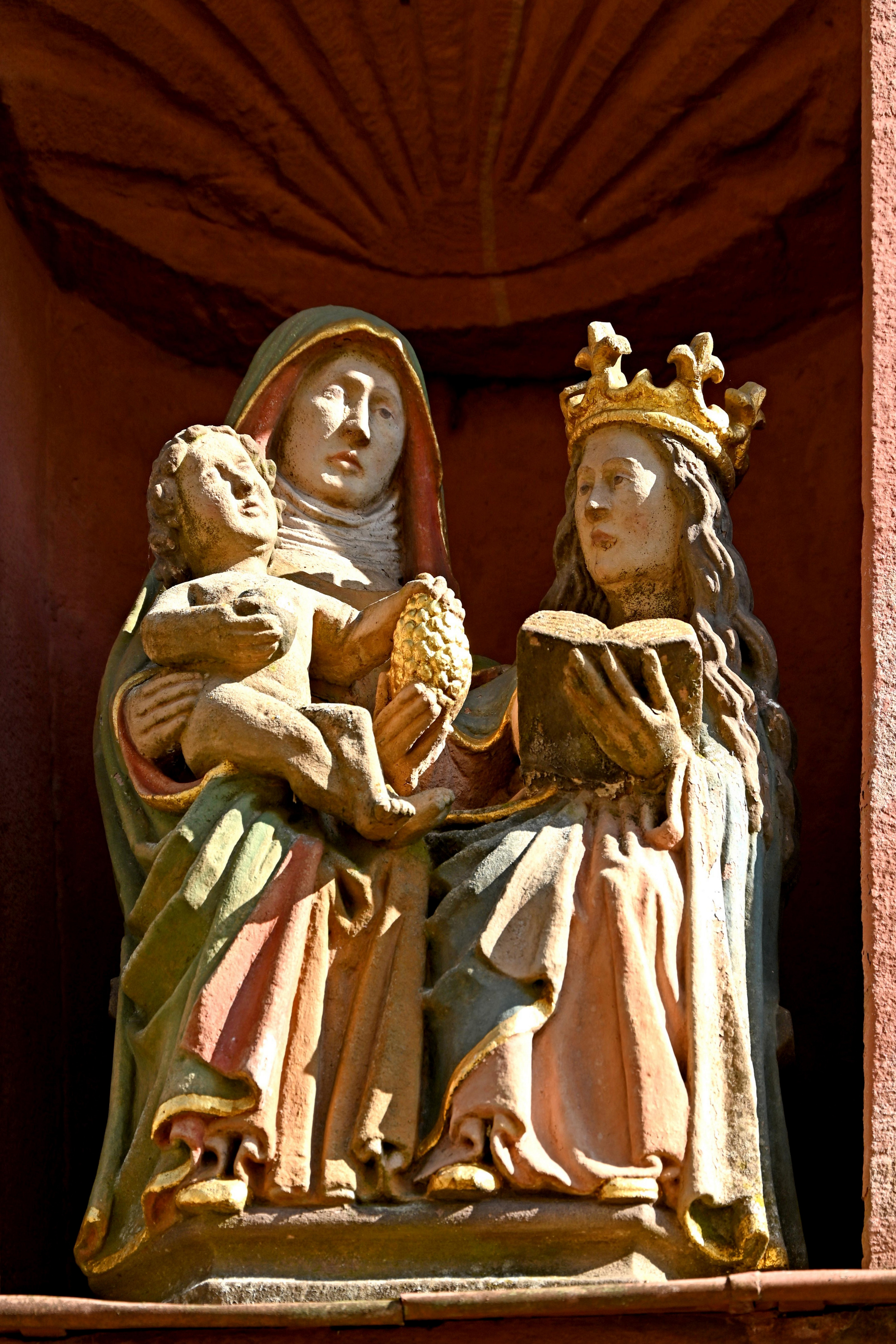
Anna selbdritt
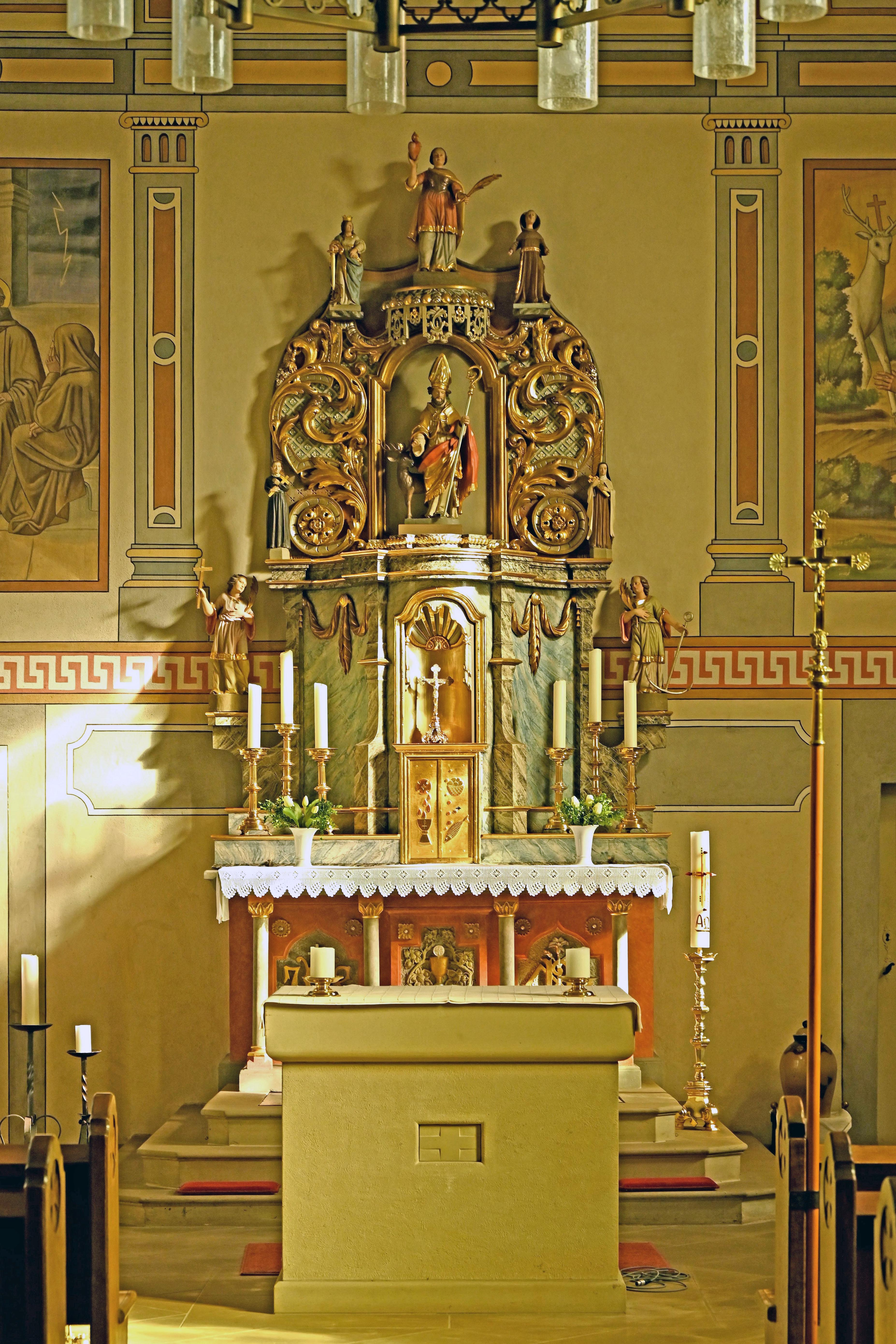
Hochaltar
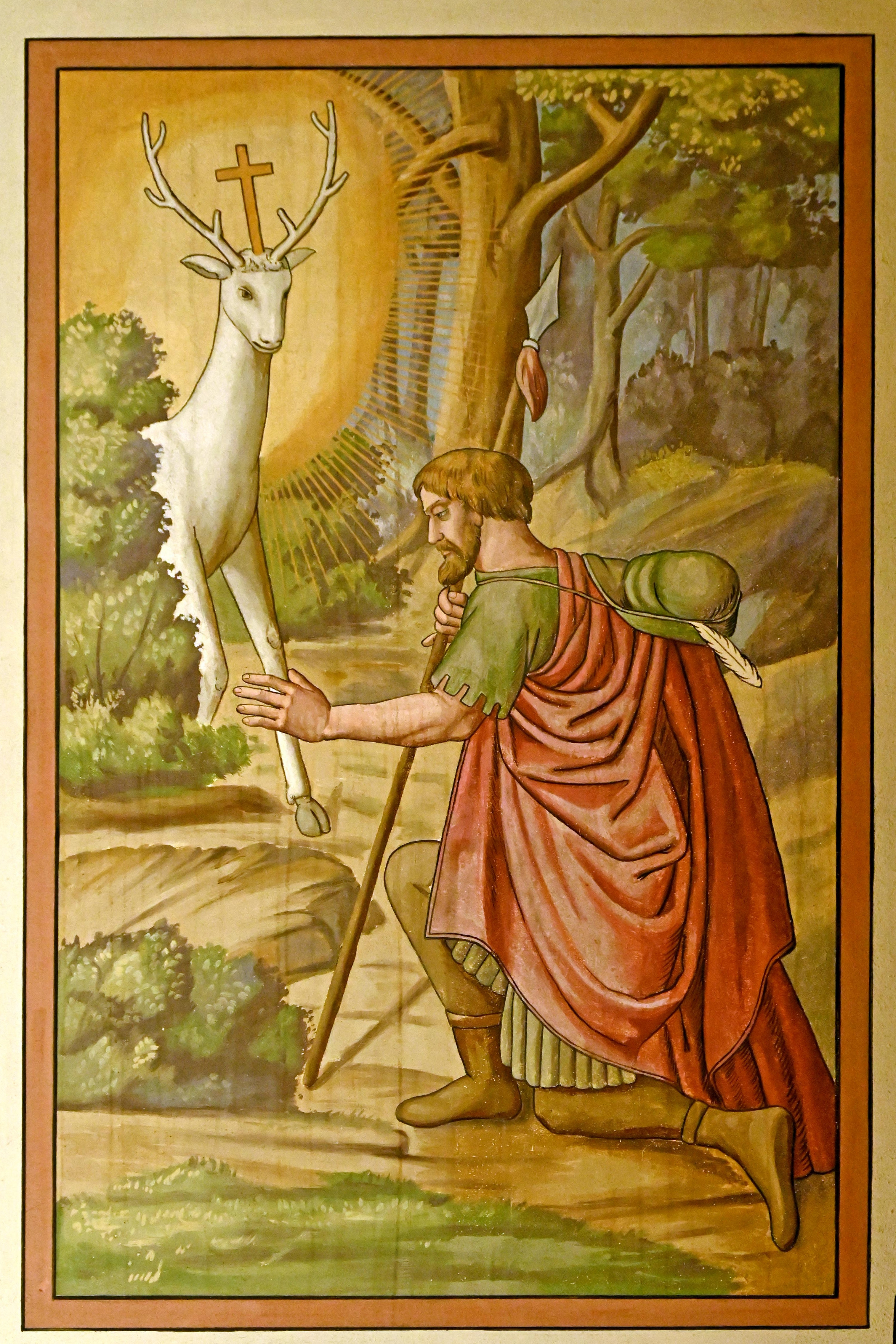
Hubertus
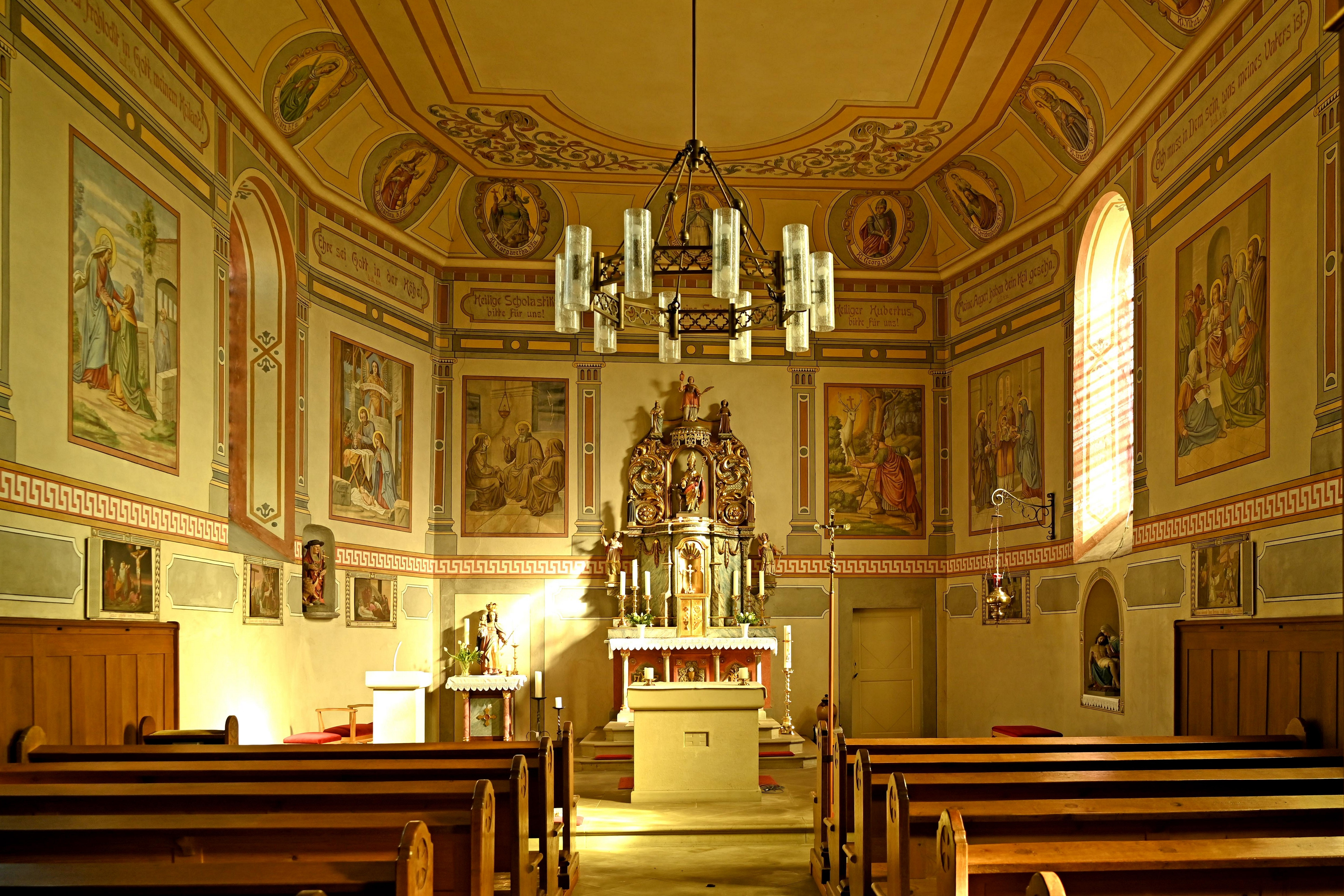
Innenraum
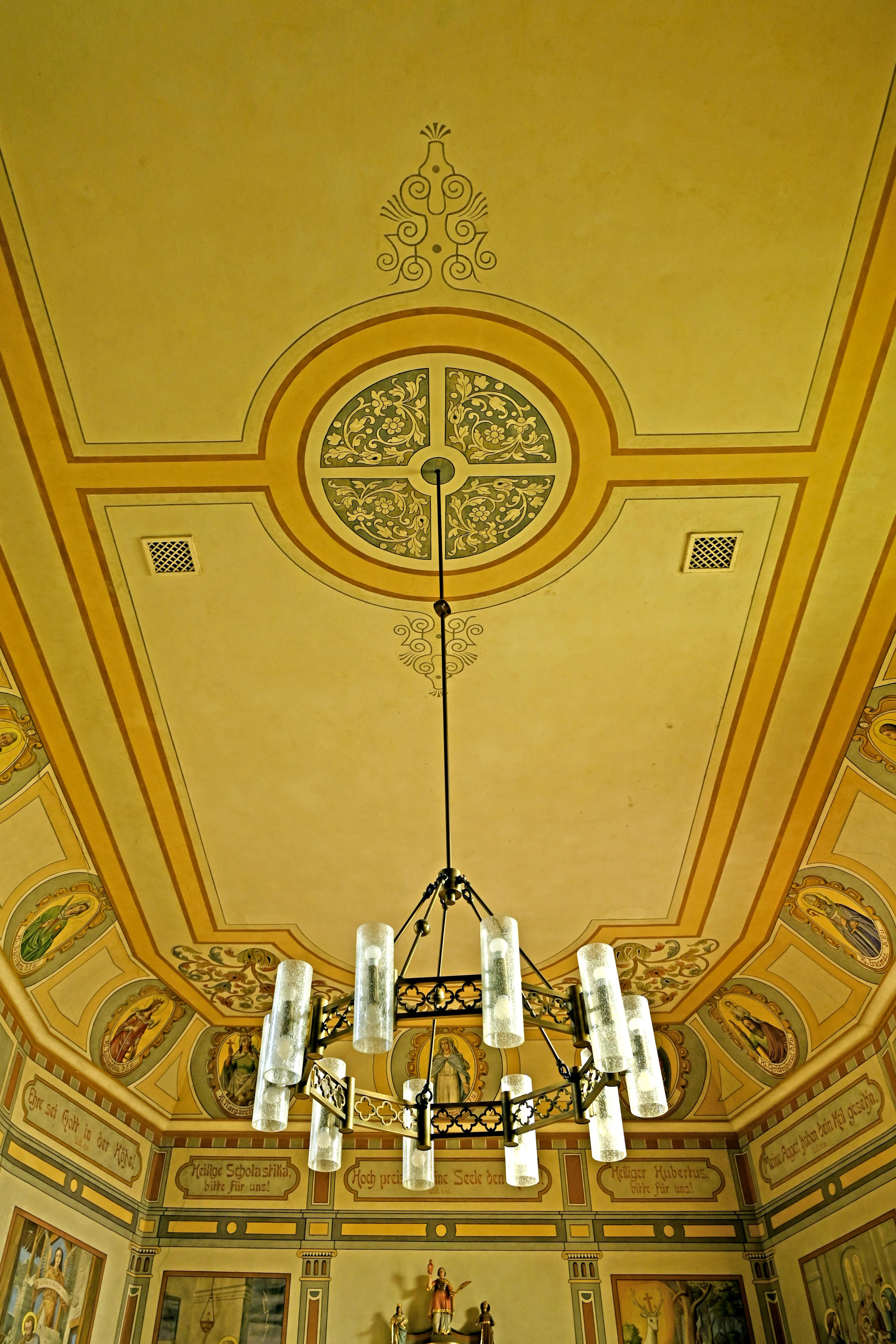
Decke
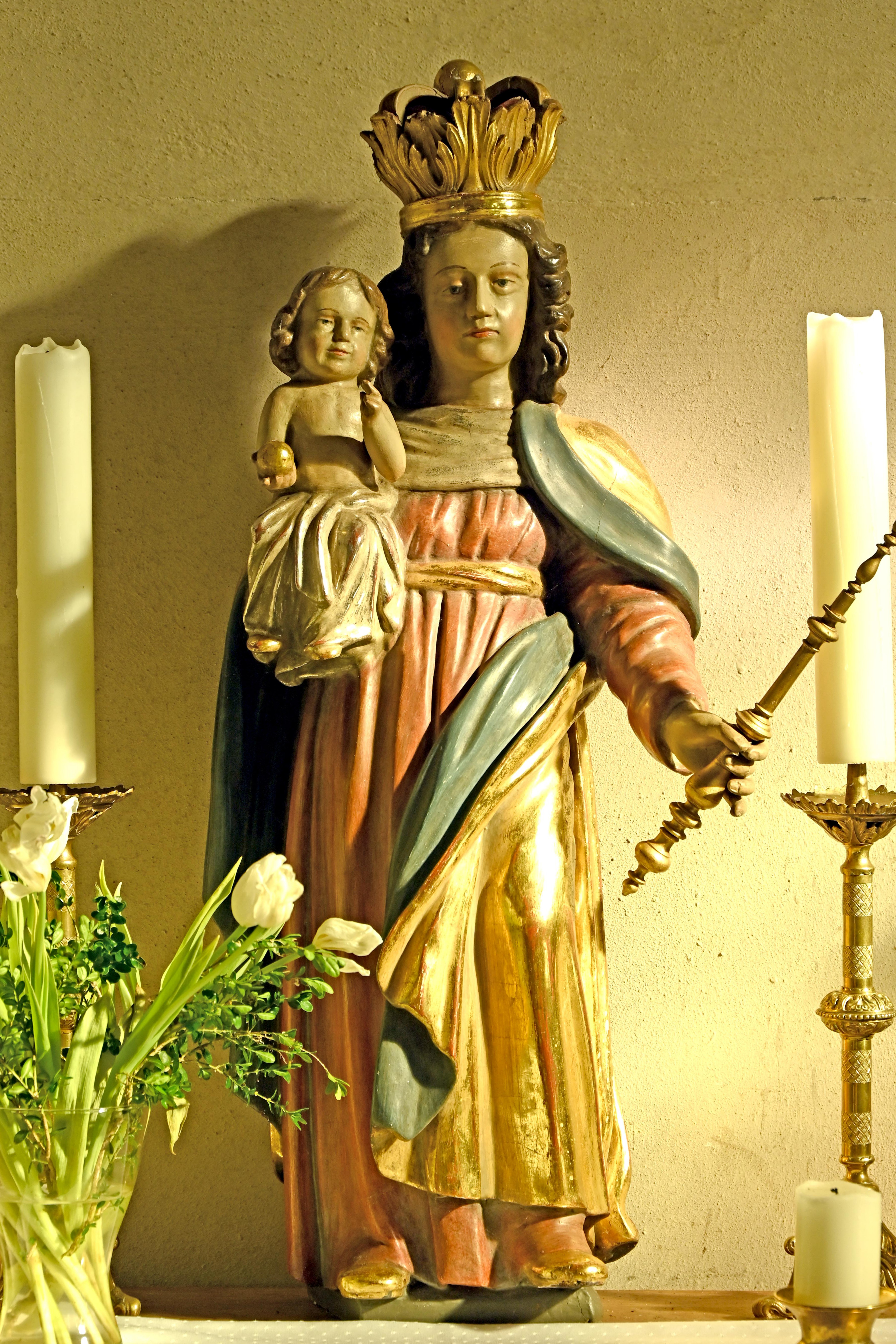
Marienstatue
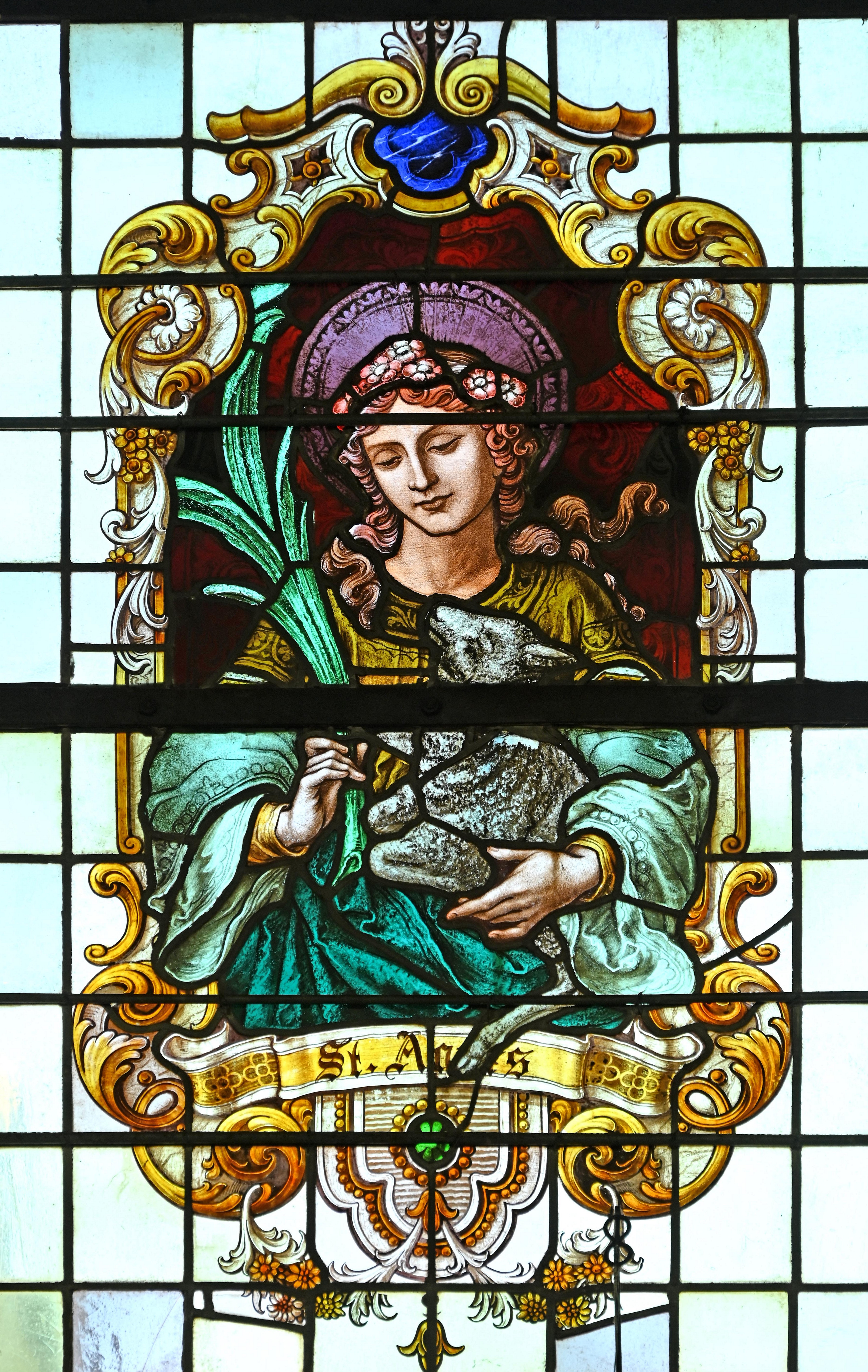
Fenster

In der Denkmalliste des Landes Rheinland-Pfalz (Stand: 2021) sind folgende Kulturdenkmäler ausgewiesen:
- Römisch-katholische Filialkirche St. Hubert, Saalbau (1820)
- Denkmalzone im Ortskern mit erhaltener historischer Bausubstanz, die ein ungestörtes Bild eines Bauerndorfes der Zeit um 1850 bietet
- Markuskapelle auf dem Höhenrücken südlich des Ortes
- Scholzenhof (Aussiedlerhof, bezeichnet 1932)
- Drei Wegekreuze in der Gemarkung

Siehe auch: Liste der Kulturdenkmäler in Steinborn

### Brauchtum
Zu den in Steinborn gepflegten Bräuchen gehören:
- Am ersten Sonntag nach Fastnacht („Scheefsundich“) wird mit dem Hüttenbrennen der Winter symbolisch vertrieben.
- In der Karwoche ersetzen die Kinder durch Klappern und Gesang das ausgesetzte Kirchenläuten.
- Das traditionelle Aufstellen des Maibaums findet am 30. April statt, durchgeführt von der Freiwilligen Feuerwehr Steinborn, die in der Nacht zum 1. Mai, der sogenannten Hexennacht, auch die Bewachung übernimmt.
- Das Steinborner Waldfest wird seit 1976 am ersten August-Wochenende von der Feuerwehr ausgerichtet.
- Anfang November findet die Hubertuskirmes im Dorfgemeinschaftshaus statt.

## Wirtschaft und Infrastruktur

### Wirtschaft
Trotz des Strukturwandels der letzten Jahrzehnte ist Steinborn noch deutlich land- und forstwirtschaftlich geprägt. So gibt es im Ort noch acht landwirtschaftliche Haupterwerbsbetriebe mit Tierhaltung.

### Verkehr
Steinborn liegt an der Bundesstraße 257.